# Crocidura tenebrosa
Crocidura tenebrosa és una espècie de mamífer eulipotifle de la família de les musaranyes (Soricidae). És endèmica de l'illa indonèsia de Sulawesi, on viu a altituds d'entre 1.400 i 1.500 msnm. L'holotip tenia unes dimensions externes de 100 mm × 37 mm × 11 mm × 8 mm i pesava 6,28 g. Té el pelatge de color marró fosc. El seu nom específic, tenebrosa, es refereix a la foscor del seu pelatge i la seva pell. Com que fou descoberta fa poc, l'estat de conservació d'aquesta espècie encara no ha estat avaluat formalment.